# Petrogosizdat
Petrogosizdat (en ruso: Петрогосиздат) fue la sección de Petrogrado del Editorial Estatal de la RFSFR (Gosizdat RFSR). Se instaló en el edificio de la Casa Singer.
Fue fundada en mayo de 1919 teniendo como la base la Editorial del Sóviet de Petrogrado. En diciembre del mismo año se ha unido formalmente con la administración central del Gosizdat de la RSFSR, pero en los siguientes tres años funcionó de manera autónoma, en todas las publicaciones se indica como lugar de edición Petrogrado. A mediados de 1922 entre Petrogosizdat y la administración central del Gosizdat se concluyó un acuerdo «con el objeto de la asociación de los trabajos de los dos aparatos editoriales que existían antes independientemente». Desde 1923 en las publicaciones se indica Moscú y Petrogrado. En el consejo de redacción de 1922 estaban Zlata Lílina, Vladímir Nevski, Pável Arski y Vladímir Miliutin.
Entre 1919 y 1923 se publican 2.260 títulos. Durante la Guerra civil se produce principalmente literatura política y social, y más tarde de divulgación científica, artístico, infantil, de estudios, militar o agrícola. 
Entre 1922 y 1925 se editó el boletín bibliográfico ilustrado Nóvaya kniga. En 1924 es cambia de nombre a Lengiz.

## Series
- Biblioteca histórico-revolucionaria (Историко-революционная библиотека, redactor Mijaíl Lemke).